# Beyg Darvīsh
Beyg Darvīsh (persiska: بیگ درویش) är en ort i Iran.   Den ligger i provinsen Västazarbaijan, i den nordvästra delen av landet, 600 km nordväst om huvudstaden Teheran. Beyg Darvīsh ligger 1 070 meter över havet och antalet invånare är 442.
Terrängen runt Beyg Darvīsh är huvudsakligen kuperad, men åt nordväst är den platt. Runt Beyg Darvīsh är det ganska tätbefolkat, med 75 invånare per kvadratkilometer. Närmaste större samhälle är Qarah Ẕīā' od Dīn, 7,4 km nordväst om Beyg Darvīsh. Trakten runt Beyg Darvīsh består i huvudsak av gräsmarker.